# Michalów (powiat zamojski)
Michalów – wieś w Polsce położona w województwie lubelskim, w powiecie zamojskim, w gminie Sułów.
Prywatna wieś szlachecka Michalów położona była na przełomie XVI i XVII wieku w ziemi chełmskiej województwa ruskiego. W latach 1954–1968 wieś należała i była siedzibą władz gromady Michalów, po jej zniesieniu w gromadzie Szczebrzeszyn. W latach 1975–1998 miejscowość należała administracyjnie do województwa zamojskiego.
Wieś jest sołectwem w gminie Sułów. Według Narodowego Spisu Powszechnego z roku 2011 wieś liczyła 909 mieszkańców.
Wierni Kościoła rzymskokatolickiego należą do parafii Najświętszego Serca Pana Jezusa w Klemensowie.

## Części wsi
| SIMC    | Nazwa     | Rodzaj    |
| ------- | --------- | --------- |
| 0899680 | Pałac     | część wsi |
| 0899696 | Polówka   | część wsi |
| 0899704 | Starowieś | część wsi |

Wieś leży koło Szczebrzeszyna. Przez wieś płynie rzeka Wieprz. Wieś składa się z 2 części: dawnego PGR-u i wsi. PGR powstał z majątku Ordynacji Zamoyskich. Obok Michalowa znajduje się ich siedziba Klemensów tworząc piękny, obecnie zaniedbany zespół pałacowo-parkowy. Po wojnie mieścił się tam Dom Opieki Społecznej, obecnie w stanie likwidacji. W Michalowie znajduje się stara mała elektrownia wodna i obok niej młyn, a kilkadziesiąt metrów od nich – stary budynek piętrowy. Wszystkie wspomniane budynki wykonano z cegły oraz bloczków wapiennych. Elektrownia wraz ze śluzą została odnowiona i funkcjonuje. Stary młyn jest wystawiony do sprzedaży. Pobliski budynek pełnił przez wiele lat funkcję szkoły podstawowej.
Do rejestru zabytków KOBiDZ wpisane są: urządzenia hydrotechniczne i elektrownia wodna w zespole folwarcznym (A/439 z 28.03.1988), maneż w zespole folwarcznym (A/353 z 23.02.1989) oraz zespół szkoły i ogród przyszkolny (A/486 z 20.04.1990).
Michalów i pobliski Klemensów od wieków były w posiadaniu Ordynacji Zamoyskich. W połowie XIX wieku Andrzej Zamoyski dla promocji i rozwijania kultury rolnej powołał tutaj Towarzystwo Rolnicze. Obecnie Marcin Zamoyski ze swym 520-hektarowym gospodarstwem rolnym (odkupionym od Państwa) kontynuuje tradycje rodzinne. Założył Zamojskie Towarzystwo Rolnicze i organizuje spotkania na rzecz podnoszenia kultury rolnej.

## Urodzeni w Michalowie
W Michalowie urodził się Feliks Kaczorowski – ojciec Emilii Kaczorowskiej i dziadek Karola Wojtyły, przyszłego papieża Jana Pawła II. Feliks Kaczorowski mieszkał w Białej Krakowskiej, gdzie w 1875 wziął ślub z Marią Anną Scholz, a w 1884 urodziła się Emilia – matka papieża.